# پس از سال‌ها (مجموعه تلویزیونی)
پس از سال‌ها  نام یک سریال تلویزیونی ایرانی است که در سال ۱۳۸۷ از شبکه سه پخش شد.

## موضوع سریال
حاج آقا رحمانی که برای بازسازی و مرمت تکیه قدیمی محل به دنبال یک معمار سنتی می‌گردد با شخصی بنام معمار علی اکبر کاشانی آشنا می‌شود و در بازسازی اتفاقاتی رقم می‌خورد.

## بازیگران
- فرامرز قریبیان
- فاطمه گودرزی
- شهره لرستانی
- عبدالرضا اکبری
- محمود عزیزی